# Joci Pápai
József »Joci« Pápai (madžarsko: [ˈJot͡si ˈpaːpɒi]), madžarski pevec, igralec, raper in kitarist * 22. september 1981, Tata, Madžarska
Pápai je Madžarsko zastopal dvakrat na Evrovizije, prvič leta 2017 s pesmijo »Origo« in v finalu zasedel 8. mesto ter drugič leta 2019 s pesmijo »Az én apám«, vendar se mu preboj v finale ni posrečil, kar je prvi neuspešen poskus po vrnitvi leta 2011.

## Kariera
Pápai je prišel v stik z glasbo že zelo zgodaj, saj je njegov starejši brat pri štirih letih začel pisati pesmi in igrati kitaro. Nanj so imela velik vpliv glasba iz šestdesetih in sedemdesetih let ter rock, pop, soul in R&B glasba. Njegov glasbeni prvenec je bil leta 2005, ko je sodeloval v drugi sezoni oddaje TV2 Megasztár.
Njegova prva skladba je bila »Ne nézz így rám«, ki jo je izdal leta 2010.
8. decembra 2016 je bilo napovedano, da bo Pápai eden izmed tridesetih udeležencev nacionalnega izbora na Madžarskem za Pesem Evrovizije 2017. Zmagal je na nacionalnem izboru ter si s tem zagotovil nastop na Evroviziji. Joci se je s skladbo »Origo«, prebil iz polfinala v finale, kjer je osvojil 8. mesto. Joci se je ponovno udeležil Evrovizije leta 2019, vendar se ni prebil v finale.

## Diskografija

### Studijski albumi
| Naslov    | Podrobnosti                                                                                        |
| --------- | -------------------------------------------------------------------------------------------------- |
| Vigaszdíj | - Izdano: 29. avgusta 2005 - Glasbena založba: Magneoton - Formati: CD, CD / DVD, digitalni prenos |

### Pesmi
| Naslov                                          | Leto | Najvišji položaji na lestvicah | Najvišji položaji na lestvicah | Najvišji položaji na lestvicah | Album       |
| Naslov                                          | Leto | MAD                            | ŠVE                            | ŠVI                            | Album       |
| ----------------------------------------------- | ---- | ------------------------------ | ------------------------------ | ------------------------------ | ----------- |
| "Ne nézz így rám"                               | 2010 | 2.                             | -                              | -                              | Vigaszdíj   |
| "Nélküled" (z Majko in Tysonom)                 | 2010 | -                              | -                              | -                              | Vigaszdíj   |
| "Rabolj el örökre"                              | 2011 | -                              | -                              | -                              | Brez albuma |
| "Nekem ez jár" (z Majko, Curtisom in BLR)       | 2013 | 5.                             | -                              | -                              | Brez albuma |
| "Mikor a test örexik" (z Majko)                 | 2015 | 2.                             | -                              | -                              | Brez albuma |
| "Elrejtett világ" (s Karamelom in Zéjem Szabom) | 2015 | -                              | -                              | -                              | Brez albuma |
| "Senki más" (z Majko)                           | 2016 | 25.                            | -                              | -                              | Brez albuma |
| "Origo"                                         | 2017 | 2.                             | 97                             | 70                             | Brez albuma |
| "Özönvíz"                                       | 2017 | 1.                             | -                              | -                              | Brez albuma |
| "Távol"                                         | 2018 | 11.                            | -                              | -                              | Brez albuma |
| "Látomás"                                       | 2018 | 12.                            | -                              | -                              | Brez albuma |
| "Kirakós"                                       | 2018 | 26.                            | -                              | -                              | Brez albuma |
| "Az én apám"                                    | 2018 | 2.                             | -                              | -                              | Brez albuma |